# Bernhard Lipfert
Bernhard Lipfert (* 20. Januar 1915 in Magdeburg; † August 1970) war ein deutscher Radrennfahrer und Radsporttrainer.

## Sportliche Laufbahn
1931 begann Lipfert in seiner Heimatstadt Magdeburg mit dem Radsport. Er startete für den Verein „Grün-Rot Magdeburg“. In der Jugendklasse gewann er die Meisterschaft der Deutschen Radfahrer-Union (DRU) im Querfeldeinrennen und im Mannschaftszeitfahren. Er startete in dieser Zeit für die Vereine „Brennabor 1928“ und „Endspurt Magdeburg“. Bis zum Beginn des Zweiten Weltkriegs gewann er Rennen wie Magdeburg–Halle–Magdeburg und die Gaumeisterschaft. Er war Soldat im Zweiten Weltkrieg und geriet in Kriegsgefangenschaft. 1946 begann er wieder mit dem Radsport. 1949 wurde er Dritter in der Harzrundfahrt. In der Ostzonen-Rundfahrt 1949 kam Lipfert auf den 18. Platz. Ein Jahr später beendete er seine aktive Laufbahn und wurde zum Trainer ausgebildet.
Lipfert war ab 1958 Nationaltrainer der Straßenfahrer. Mitte der 1960er Jahre wurde er von Werner Schiffner abgelöst, der bereits einige Jahre die Friedensfahrtmannschaften der DDR verantwortlich betreut hatte und teilweise parallel zu Lipfert Auswahltrainer war. Danach war Lipfert als Trainer in der Radsportsektion beim SC Turbine Erfurt tätig. Bei einigen Radrennfahrern der DDR-Nationalmannschaft war er wegen seines autoritären Führungsstils unbeliebt.